# Baculogypsinoides
Baculogypsinoides es un género de foraminífero bentónico de la familia Calcarinidae, de la superfamilia Rotalioidea, del suborden Rotaliina y del orden Rotaliida. Su especie tipo es Baculogypsinoides spinosus. Su rango cronoestratigráfico abarca el Holoceno.

## Clasificación
Baculogypsinoides incluye a las siguientes especies:
- Baculogypsinoides coloradoensis
- Baculogypsinoides spinosus
- Baculogypsinoides tetraedra